# ارتفاع حاد قصير الأجل

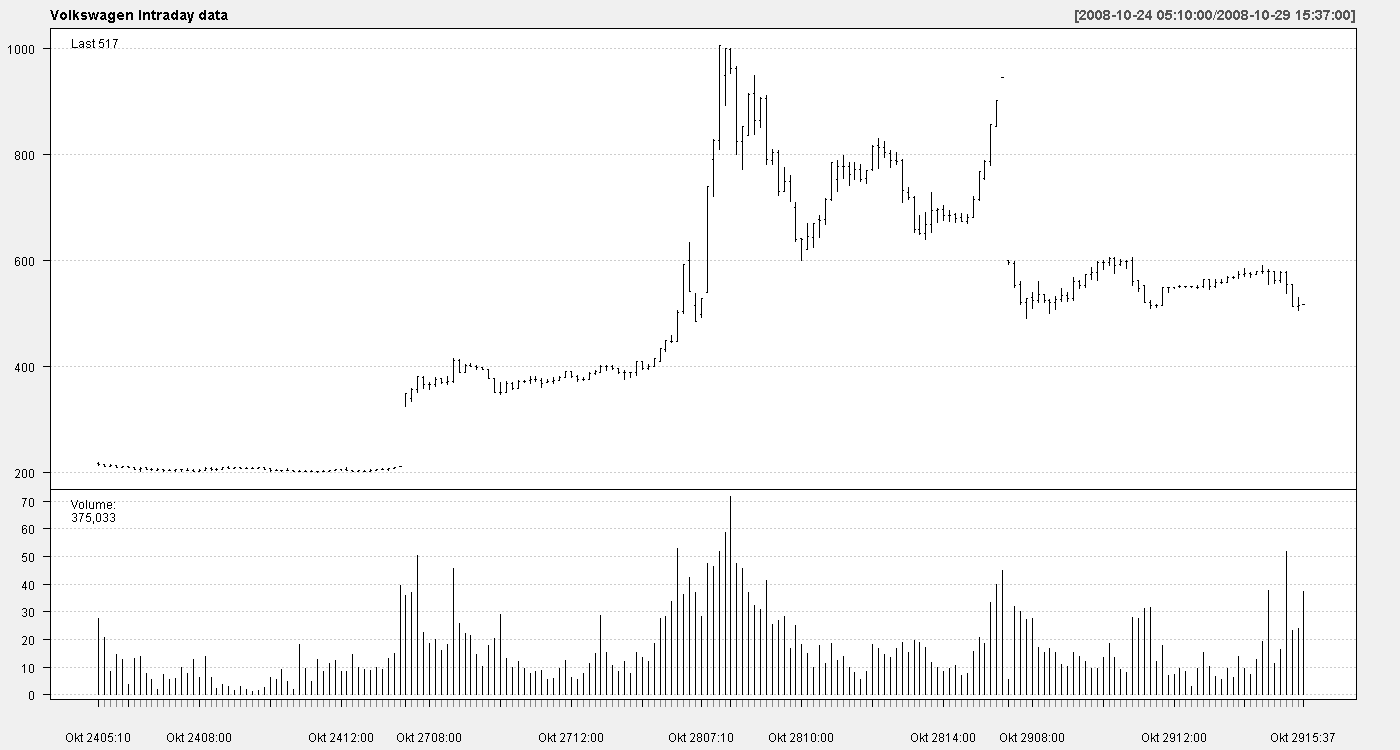
مخطط بياني يظهر حركة أسعار أسهم شركةفولكسفاجن وقفزتها على هيئة ارتفاع حاد قصير الأجل في سنة 2008.

الارتفاع الحاد قصير الأجل أو الضغط السعري القصير (بالإنجليزية: Short Squeeze) في سوق الأسهم هو ازدياد سريع في سعر السهم لفترة لا تدوم طويلاً، وذلك نتيجةً فائض البيع المكشوف للسهم، وليس بسبب أساسي غير مكشوف.
يحدث الارتفاع الحاد قصير الأجل عند قلة العرض ووجود زيادة وفائض من الطلب لسهم ما بسبب حاجة البائعين لشراء أسهم لتغطية مراكزهم المكشوفة.